# 中山エミリ
中山 エミリ（なかやま エミリ、1978年10月8日 - ）は、日本のタレント、女優である。本名、飯沼 亜微梨（いいぬま えみり）。
神奈川県川崎市出身。ボックスコーポレーション所属。

## 来歴
カリタス小学校卒業。
1993年、中学3年生の時、渋谷の宇田川町交番前で事務所にスカウトされる。
1994年、日本テレビ系『おれはO型・牡羊座』でドラマデビュー。1996年には『Private Eyes』で歌手としてもデビューする。
当初はドラマ・CMの活動が主だったが、2000年ごろからは情報・バラエティの司会を活動の中心とし、最盛期には『速報!歌の大辞テン!!』（日本テレビ）、『筋肉番付』（TBS）、『虎の門』（テレビ朝日）、『ASAYAN』（テレビ東京）など各局で司会番組を持っていた。
2010年4月22日、プロライフセーバーで俳優の飯沼誠司と婚姻の届出をしたことを発表した。
2015年5月21日、第1子妊娠を発表。10月、第1子女児を出産。

## 家族
父は歌手・俳優のマイケル中山、妹はタレントの英玲奈、父方の叔母は女優の中山麻理。叔母の元夫は俳優の三田村邦彦。俳優の三田村瞬・中山麻聖兄弟とは従兄弟にあたる。
父方の祖先イングロット家は17世紀までイギリスのノリッジに暮らしていたカトリック系の一族で、18世紀初頭に（当時カトリックのマルタ騎士団が治めていた）マルタ島へと移住した。エミリの曾祖父ロジャー・ジュリアス・イングロット（1871-1950）は医者の息子（12兄弟の末子）としてマルタで生まれ、マルタ大学卒業後、両親の死をきっかけにオーストラリアへ移住する道中のボンベイで、日本なら英語教師の職があると聞き、1896年に来日。カトリック築地教会を通じて英語教師として働く中、創立間もない鹿児島県尋常中学造士館（のち七高、現鹿児島大学）の英語教師に誘われ、1897年から3年間働き1900年に帰国。1903年に再来日し、岡山の関西中学校、岡山商業学校（現岡山県立岡山東商業高等学校）で英語を教える。松江の塩問屋の娘で岡山の女学校に通っていた中山安乃と1907年に結婚（ロジャー36歳、安乃16歳）、一女三男をもうける。鹿児島や奈良などで教鞭をとったのち、1929年より舞鶴の海軍機関学校の英語教師として10年間働く。その功により1939年に勲四等瑞宝章を受勲する。教え子のひとりに岸信介がいる。
エミリの祖父ジョージ（1915-1994）はロジャーと安乃の三男として日本で生まれ育ち、鹿児島中学から第一早稲田高等学院理科（現早稲田大学理工学部）に進学。1940年、英国籍から日本へと帰化し中山蒸治と改名した。1942年に大学を卒業後、満州電信電話株式会社の技師となり、戦後は銀座の電気機器メーカーで働いた。ジョージの長兄ウィリアム（緒方英穂、1907-1966）は、鹿児島一中から七高、京都大学へ進学、父親と共著『英語同音異義語辞典』もある。山口高等商業学校教授を経て、1949年の山口大学発足とともに同大助教授、 1959年に教授となる。翌年、甲南大学へ転任し、英作文などを教えた。その子緒方登摩は洛星、愛知大学の元教員。次兄エドワードは鹿児島二中から電気を専攻し東京で貿易業に携わった。

## 出演

### テレビドラマ
- おれはO型・牡羊座（1994年、日本テレビ） - 北原理恵
- 家なき子2（1995年、日本テレビ） - 小村千穂
- 恋も2度目なら（1995年、日本テレビ） - 岡崎加奈子
- 金田一少年の事件簿（1995年 - 1996年、日本テレビ） - 速水玲香
- 銀狼怪奇ファイル〜2つの頭脳を持つ少年〜（1996年、日本テレビ） - 吉川麗子
- 木曜の怪談「タイムキーパーズ」（1997年、フジテレビ） - ケイ
- 英二ふたたび（1997年、フジテレビ） - 花田まり
- Dの遺伝子（1997年4月7日 - 9月29日、フジテレビ） - 旅人（案内役）
- 東京龍 TOKYO DRAGON（1997年8月25日 - 28日、NHKBS） - 有吉ミヅチ
- まかせてダーリン（1998年、TBS） - 沙織
- 元禄繚乱（1999年、NHK） - お艶
- SMAP×SMAP特別編 チョナン・カンスペシャル 愛の劇場&愛の唄「ヘンボカセヨ〜幸せになれよ〜」（2002年4月29日、関西テレビ・フジテレビ）
- シンシア 〜介助犬誕生ものがたり〜（2003年5月5日毎日放送） - 矢澤知枝
- 警視庁鑑識班2004（2004年、日本テレビ） - 中山沙織
- 土曜ワイド劇場（テレビ朝日）
  - 殺人リプレイ！99%謎の再現」（2005年3月12日） - 浦島みづき（主演）
  - ミステリー作家六波羅一輝の推理2 京都・陰陽師の殺人」（2012年4月21日） - 三方まゆみ
  - 司法教官・穂高美子2 9千万円盗んでも無罪の法律トリック!?（2012年9月1日） - 桜井真智子
  - 温泉 (秘) 大作戦15 出雲大社が結んだ美人女将の数奇な縁!（2015年3月28日） - 小沢雅恵
- 金曜エンタテイメント「浅見光彦シリーズ21 熊本・菊池伝説殺人事件」（2005年4月1日、フジテレビ） - 菊池由紀
- 火曜サスペンス劇場「弁護士・高林鮎子34 伊勢志摩の旅・みえ6号毒殺連鎖」（2005年7月5日、日本テレビ） - 手塚志穂
- 警視庁捜査一課9係 season1第1話｢偽証の連鎖｣第2話｢殺人生録画｣(2006年4月19日･4月26日、テレビ朝日) - 近藤雪乃
- 東京ベタストーリー（『くりぃむしちゅーのたりらリでイキます!!』内のドラマ、2006年7月13日、日本テレビ）
- DRAMA COMPLEX「二千人の孤児の母 澤田美喜物語」（2006年8月15日、日本テレビ） - 丸山バーバラ
- 水曜ミステリー9（テレビ東京）
  - 信濃のコロンボ事件ファイル15 愛するあまり」（2007年10月24日） - 菊池早知子
  - みちのく麺食い記者　宮沢賢一郎　佐渡・酒田殺人航路」（2012年4月11日） - 河本沙織
  - 旅行作家・茶屋次郎11 日光鬼怒川殺人事件」（2013年6月5日） - 袋田沙織
    - 12 大井川殺人事件（2014年9月17日） - 袋田沙織

  - 北海道警事件ファイル 警部補 五条聖子4 小樽・余市・積丹殺人ルート」（2015年7月15日） - 柏木れい
- H-code〜愛しき賞金稼ぎ〜2nd（2008年3月28日・29日、ABC） - サクラギ・エミリー
- 月曜ゴールデン（TBS）
  - 万引きGメン二階堂雪(17)～最期の嘘」（2008年9月22日） - あずさ
  - 税務調査官・窓際太郎の事件簿28」（2015年1月26日） - 瀬戸尚美
- Lドラ 「Cafe吉祥寺で」（2008年9月29日 - 12月26日、テレビ東京） - 森谷ミーナ（帯ドラマ初主役）
- 金曜プレステージ「津軽海峡ミステリー航路8 厳寒の青森～函館殺人海道」（2009年3月6日、フジテレビ） - 大町春
- Oh!デビー（2011年10月1日 - 22日、BSスカパー!） - 醍醐有紗
- 孤独のグルメ Season2 第3話（2012年10月24日、テレビ東京) - 真田香織 役
- メゾン・ド・ポリス  第2話（2019年1月18日、TBS） - 三上絵里花 役
- 私のエレガンス（2022年4月2日 - 5月7日、BSテレ東） - 白鳥珠代 役

### 携帯電話配信ドラマ
- サヨナラの恋（NTTドコモ携帯電話TV「BeeTV」2010年10月1日 - / 毎週木曜日更新 / 全12話） - 河原崎美月

### バラエティ
- マジカル頭脳パワー!!（日本テレビ）不定期出演
- THE夜もヒッパレ（日本テレビ）不定期出演
- たけしの万物創世紀（1997年10月 - 1999年12月）
- 筋肉番付（TBS、1997年10月 - 2002年5月4日）
- 速報!歌の大辞テン （日本テレビ、1998年10月 - 2005年3月）
- ASAYAN（テレビ東京、1999年1月 - 2002年3月24日）
- 進化のプリズム (テレビ東京、2000年10月 - 12月)
- 虎の門 （テレビ朝日、2001年4月 - 2001年9月）
- 決定!これが日本のベスト100（テレビ朝日、2002年4月 - 2003年9月）
- MOBI（日本テレビ、2002年10月 - 2004年9月）
- サタモニ!（毎日放送、2002年10月 - 2003年2月）
- Parky Party（テレビ東京、2002年10月 - 2003年9月）
- 科学大好き土よう塾（NHK教育、2003年 - 2008年3月29日）
- 趣味悠々 -中高年の携帯電話ABC-（NHK教育、2005年9月 - 10月）
- ドイツ語会話（NHK教育、2006年4月 - 2007年3月）
- 趣味悠々 パソコンアートを楽しもう！（NHK教育、2006年11月 - 12月）
- テレビでドイツ語（NHK教育、2008年10月 - 2009年3月）※2006年度版「ドイツ語会話」の再構成
- e2 by スカパー!Life（e2 by スカパー!）
- 青森から新潟　ローカル路線バス乗り継ぎ人情ふれあい旅（テレビ東京、2010年9月4日）
- 登る女（BS日本、2011年5月9日 - 10月31日）
- らいじんぐ産 〜追跡!にっぽん産業史〜（NHK BSプレミアム、2011年）ナレーション
- 買キング タレントプラザ（BS日テレ）[21]
- すてきにハンドメイド（NHK、2013年4月 - 2017年3月）
- おびゴハン!（TBS、2017年4月 - 2019年9月）
- 日テレテレポシュレ（日本テレビ、2018年9月 - 2019年4月）
- Dセレクション ミセスマートTV・NEO（テレビ埼玉・岐阜放送・テレビ和歌山等、2020年8月22日 - ）[22]

ほか

### ドキュメンタリー
- あなたと作る時代の記録 映像の戦後60年（NHK BS2、2005年）
- アクロス ザ ボーダー （NHK総合、2013年7月2日・23日・30日） - 中山エミリがヨーロッパ国境地帯を訪ねるシリーズ
- 中山エミリが行く!サハラ砂漠絶景の旅 モロッコ横断!奇跡の色彩紀行（2014年11月30日、BS朝日） - 旅人[23]

### 映画
- ときめきメモリアル（1997年、東映） - 遠野波絵
- 東京龍 TOKYO DRAGON（1997年、エースピクチャーズ） - 有吉ミヅチ
- ウルトラマンコスモス THE FIRST CONTACT（2001年、松竹） - キョウコ
- 80デイズ（2004年、日本ヘラルド映画） - モニク・ラ・ローシュ（日本語吹き替え版）
- バッシュメント（2005年、シネハウス） - 原りかこ
- ヨシナカ伝説〜義仲穴（2014年、カエルカフェ） - 清姫（主演）

### OVA
- リトル・マーメイドII Return to The Sea - メロディ（主演）

### ショートムービー
- 老施協チャンネル 「ケアニンShort Films」『お母さんの仕事編』（2021年） - 亮太の母親[24]

### CM
- 大塚製薬「ポカリスエット」（1995年 - 1996年）
- カネボウコスメット「洗顔物語」(1995年)
- ニコン「ニュービス」(1996年)
- 三井住友VISAカード(1996年 - 2015年)
- VISAジャパングループ「アトランタオリンピック篇」(1996年)
- ローソン（1997年 - 1998年）共演:森高千里、篠原ともえ、つぶやきシロー、ふかわりょう[25]
- ネスレマッキントッシュ「キットカット」（1997年 - 1999年）
- ツーカーセルラー東海（1997年 - 1998年）
- 任天堂「ポケットカメラ」（1998年）
- トヨタ自動車 5代目【V50系】「ビスタ（セダン）」（1998年、「美・スター」篇）
- ライオン「Hair」（1998年）「ビトィーンライオン」
- ジャストシステム「一太郎10」本日回転篇（1999年）
- 日本コカ・コーラ 「ファンタ」（1999年）
- 佐藤製薬 ユンケル皇帝液（2000年 - 2001年）共演：タモリ
- ハウス食品「フルーチェ」（2001年）
- 花王「ビオレ」（2002年 - 2005年）
- タイガー魔法瓶「とく子さん」「炊きたて」「除湿乾燥機」「ハイブリッド式加湿器」「電気ケトル」（2003年 - 2010年）
- バイク王（2005年 - 2007年）
- 丸八真綿「システマ・マティス」（2005年）
- ゼファーマ（現・第一三共ヘルスケア）「プレコール持続性カプセル」（2007年）
- ガルデルマ「セタフィル」（2016年）[26]
- リフレ「りふれのぐっすりずむ」「ブルーベリー＆ルテインα」（2020年）
- ハダメキミライ（公式アンバサダー、2023年）[27][28]

### 舞台
- ミュージカル「くるみ割り人形」 - クララ役（主演）　（2001年12月25日 - 2002年1月14日、赤坂ACTシアター）
- 「LOVE LETTERS」 - メリッサ役　（2003年6月20日、パルコ劇場）
- 「ガス人間第一号」 - 京子役　（2009年10月3日 - 31日、シアタークリエ）
- 帝国劇場 開場100周年公演「レ・ミゼラブル」 - コゼット役　（2011年4月8日 - 6月11日、帝国劇場）
- Zero Projectミュージカル「リズミックタウン」 - リン役（主演）　（2012年12月20日 -24日、シアターサンモール）
- マーダーミステリーシアター「裏切りの晩餐」 - 谷優紀役　（2021年12月14日、配信公演）

### ラジオ
レギュラー番組
- TOKYO FM 「三井住友VISAカード presents Amitie du weekend」
  - 毎週土曜日 11：00 - 11：30（2006年4月 -2016年3月）

## 写真集
- 亜微梨（1997年1月、集英社、撮影：井ノ元浩二）ISBN 978-4087802429
- 映画「ときめきメモリアル」PHOTOBOOK(SUMMER MEMORY)（1997年7月、ワニブックス、撮影：河野英喜）・・・共演：山口紗弥加、榎本加奈子、矢田亜希子、吹石一恵
- 月刊中山エミリ(SHINCHO MOOK)（2001年4月、新潮社、撮影：藤代冥砂）ISBN 978-4107900838
- Principessa（2003年9月25日、音楽専科社、撮影：鯨井康男）ISBN 978-4872791396

## 音楽
- 全てのシングルはポニーキャニオンからリリースされた。

### シングル
| # | 発売日          | 曲順 | タイトル       | 作詞       | 作曲       | 編曲                | オリコン 最高位 | 規格品番   |
| - | --------------- | ---- | -------------- | ---------- | ---------- | ------------------- | --------------- | ---------- |
| 1 | 1996年 11月21日 | 01   | Private Eyes   | 川村真澄   | 久保田利伸 | 羽田一郎 柿崎洋一郎 | 70位            | PCDA-00917 |
| 1 | 1996年 11月21日 | 02   | TEARS          | 秋山空実   | 清岡千穂   | 門倉聡              | 70位            | PCDA-00917 |
| 2 | 1997年 11月7日  | 01   | いつだってYELL | 松井五郎   | 馬飼野康二 | 馬飼野康二          | -               | PCDA-01009 |
| 2 | 1997年 11月7日  | 02   | いろんな私     | 森本抄夜子 | 馬飼野康二 | 馬飼野康二          | -               | PCDA-01009 |

参加作品
- ｢忍たま乱太郎 オリジナル・サウンドトラック 其の五｣ (1997年12月17日)

(M-1) 世界がひとつになるまで
(M-9) いつだってYELL
(M-10) いろんな私

## 受賞歴
- 二十歳のベスト・パール・ドレッサー1999
- BENE「QUEEN of ROSE AWARD 2010」薔薇美髪クィーン[29]